# بیچیتر

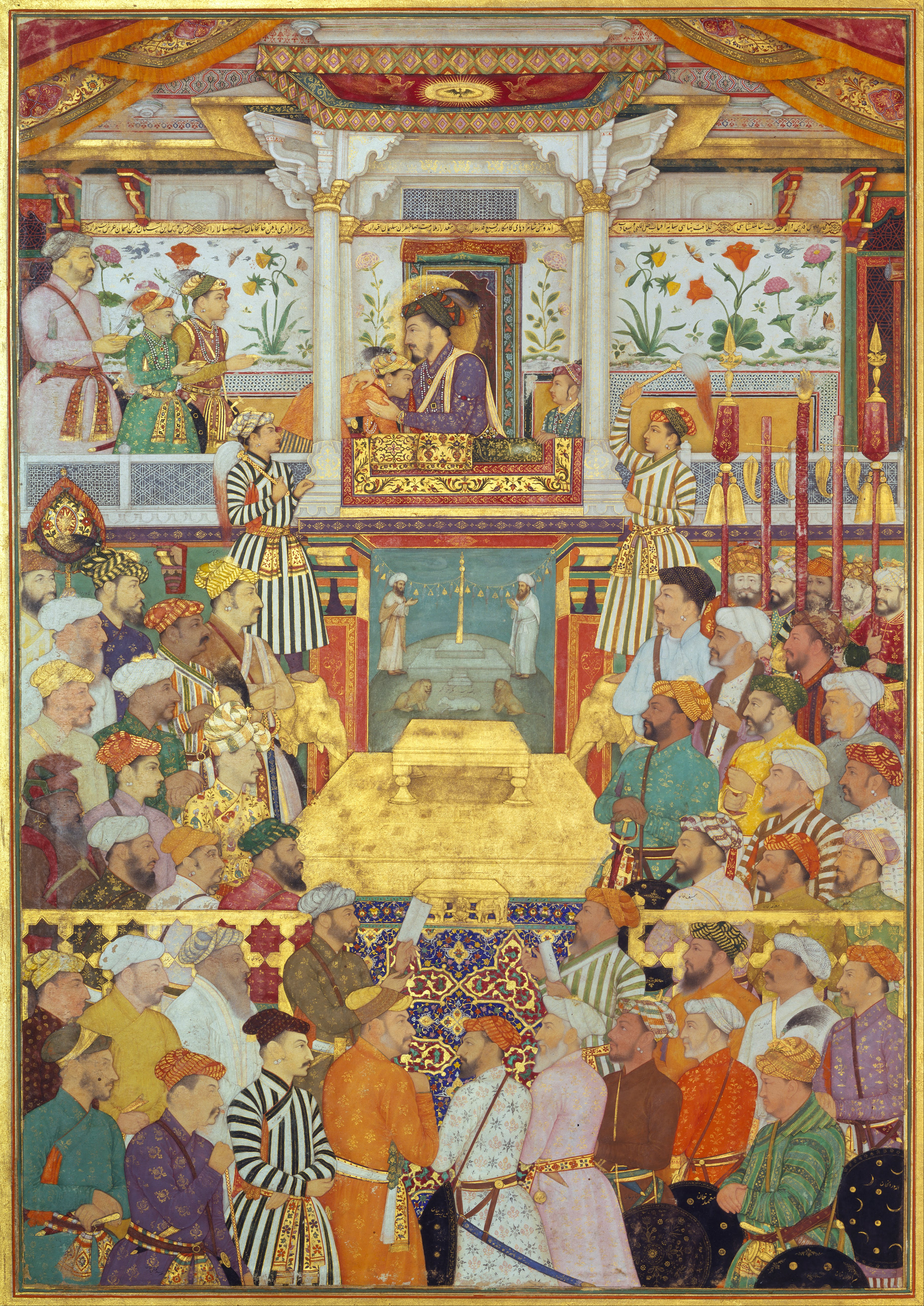
پادشاه‌نامه؛ شاه جهان، سه پسر بزرگش و آصف خان در مراسم سلطنت (۸ مارس ۱۶۲۸)

بیچیتر نقاش قرن هفدهم میلادی و هند دوران گورکانیان بود که توسط امپراتوران جهانگیر و شاه جهان حمایت می‌شد.
اولین نقاشی شناخته شده او اثری درخور، از ۱۶۱۵ میلادی است. او احتمالاً در سال ۱۶۶۰ هنوز فعال بود. بریتانیکا خاطرنشان می‌کند که «شیوه درباری او ممکن است از درخشان‌ترین نقاشان مغول باشد، با تکنیک بی عیب و تزئینات باشکوه». بیچتیر تحت تأثیر مطالعهٔ آثار هنری اروپایی بود و چهره‌هایی با سایه، پرسپکتیو غربی و پوتی در آثار او گنجانده شده‌است.